# André Steensen
André Valgren Steensen (født 12. oktober 1987) er en dansk tidligere professionel cykelrytter.
André Steensen har vundet juniernes verdensrangliste.
Han kom på 3. pladsen i Tour de l'Avenir, Talenternes Tour de France. Han blev nr. 4 på enkeltstarten i Post Danmark Rundt 2007.